# Електроенцефалографија
Електроенцефалографија је посебна неурофизиолошка метода која региструје мождану електричну активност преко електрода смештених на поглавини (што је најчешћи вид коришћења) или субдурално односно унутар можданог ткива (што се користи у преоперативној припреми болесника са епилепсијом). Резултујући дијаграм је познат као електроенцефалограм (ЕЕГ) који је, раније, преко посебних пера осетљивих на измену напона, исцртаван на папиру, а у садашњици чешће заступљен у виду дигиталног цртежа коришћењем рачунара. 
Електроде у облику новчића обично се постављају на површину главе и снима се сигнал са сваке од њих, односно бележи се разлика потенцијала између сваке мерне и једне стандардне референтне електроде. Референтна електрода се поставља тако да буде ван утицаја варијабиле која се прати, а то је обично мастоидна кост иза ува или назални део. Како би електрични сигнал који је изузетно слабог интензитета на површини главе био регистрован неопходно је да се активира синхронизовано читава популација неурона и тако произведе довољно јак сигнал, као и да активирана популација неурона буде паралелно оријентисана тако да се њени сигнали сумирају, а не да се међусобно потиру. 
ЕЕГ бележи мождане таласе који су према фреквенцији подељени на делта таласе (активност до 4 херца), тета таласе (од 4 до 8 херца), алфа таласе (од 8-12 херца) и бета таласе (преко 12 херца). Поједина нормална (будност, спавање, дремање) и патолошка стања (епилепсија, енцефалопатија, мождани удар или друге структурне лезије мозга) имају свој специфичан ЕЕГ запис, захваљујући којем је ЕЕГ уврштен као неопходна дијагностичка метода у испитивању епилепсије. 

## Ограничења
Нажалост, ЕЕГ има своја значајна ограничења. Она се односе на малу просторну (ЕЕГ бележи електричну активност са свега 1/3 мождане коре) и временску (ЕЕГ се у стандардним условима бележи у временском трајању од двадесет минута). Ова ограничења се делом могу превазићи употребом тзв. метода активације (хипервентилација, фотостимулација) или продужењем снимања у специфичним физиолошким стањима (спавање након дужег периода неспавања).